# 전자기 펄스
전자기 펄스(electromagnetic pulse 약칭: EMP)는 핵무기로부터 발생하는 일종의 진폭이 작은 감마선으로 이 파동은 전자기기에 과전류를 일으켜 영구적인 파손을 일으킨다. 전자기 펄스는 전기를 사용하는 기기들의 사용을 불가능하게 만드는데, 이러한 성질을 이용하여 무기를 개발하는데에 관심이 집중된다.EMP는 핵폭발로도 생기게 되는데 이를 NEMP(Nuclear electromagnetic)라고도한다.
전자기 펄스가 핵 폭발시 방출되는 파동이기 때문에, 이를 비핵무기로써 개발하여 개별적인 운용을 시도하는 개발이 진행 중이며, 이것은 인체에 무해하여 21세기 첨단무기시대의 주목을 이끌 무기가 될 것이다. 하지만 이것에 반하여 EMP는 최악의 비살상무기라는 평가도 있다 파괴하는 전자기기 중에는 식량을 보관,관리하는하는 장비도있는데 만일이것이 파괴된다면 심각한 식량 문제를 가져올 수도있고 심할 경우 인류의 문명 수준이 원시시대 수준으로 돌아갈수도 있다 이는 전자회로를 손상시켜 시계, 자동차, 휴대전화, 컴퓨터 등 전자기 소자 등을 가진 모든 전자제품의 작동을 불가능하게 한다.또한 간접적으로 인체에 해를 가져올수 있다.(예:인체는 감마선에 지속적으로 노출시 뇌에 부작용을 일으킨다)

## 원전
한국은 북한 핵미사일이 폭발할 때 발생하는 전자기 펄스(EMP)에 대한 대비가 거의 전무한 것으로 알려져 있다. 후쿠시마 원전 사태에서, 원전 가동에 필수적인 전기 공급이 차단되면, 원전은 스스로 냉각을 못해서 자체 폭발하여 대규모 방사능 재앙을 일으키는데, 한국의 원전은 북한 핵미사일의 폭발로 인한 EMP 공격에 아무 대비가 없는 것으로 알려져 있어서, 북한 핵미사일이 직접 원전을 파괴하지 않더라도, EMP 공격 효과에 따라, 전국의 모든 원전이 냉각제를 공급하지 못하여 자체 폭발할 수 있다.

## 같이 보기
가시광선
- 전자기학